# Nosoderma dormeanus
Nosoderma dormeanus is een keversoort uit de familie somberkevers (Zopheridae). De wetenschappelijke naam van de soort werd in 1889 gepubliceerd door Léon Marc Herminie Fairmaire.